# Алопластика
Алопластика — заміщення дефекту тканин та органів різними штучними матеріалами, які не впливають шкідливо на навколишні тканини.

## Історія
Везаліус ще 1542 р. вперше відновив кровоплин в артерії за допомогою трубки з комишу. Сьогодні у судинній хірургії дуже широко користуються найрізноманітнішими протезами судин з лавсану, тефлону, терплану, дакрону та інших синтетичних матеріалів. Понад 50 років травматологи успішно з’єднують кістки за допомогою металевих цвяхів, шурупів, скоб, дроту, шовку, капрону тощо. Ортопеди застосовують штучні суглоби, судинні хірурги — клапани серця та інше.